# Wikipédia en créole haïtien
Wikipédia en créole haïtien (en créole haïtien : Wikipedya Ayisyen) est l’édition de Wikipédia en créole haïtien, créole à base lexicale française parlée en Haïti. L'édition est lancée en août 2004. Son code est : ht.
Au 21 mars 2025, l'édition en créole haïtien contient 70 744 articles et compte 35 174 contributeurs, dont 71 contributeurs actifs et 2 administrateurs.
Les autres Wikipédia en langue créole sont les éditions en : chavacano, créole à base lexicale portugaise créée en 2006 (3 225 articles) ; papiamento, créole à base lexicale espagnole (es) créée en 2007 (4 512 articles) ; sranan, créole à base lexicale anglaise créée en 2008 (1 131 articles) ; tok pisin, créole à base lexicale anglaise créée en 2016 (1 388 articles) ; créole jamaïcain, créole à base lexicale anglaise créée en 2016 (1 723 articles) ; créole guyanais, créole à base lexicale française créée en 2019 (1 072 articles).

## Présentation

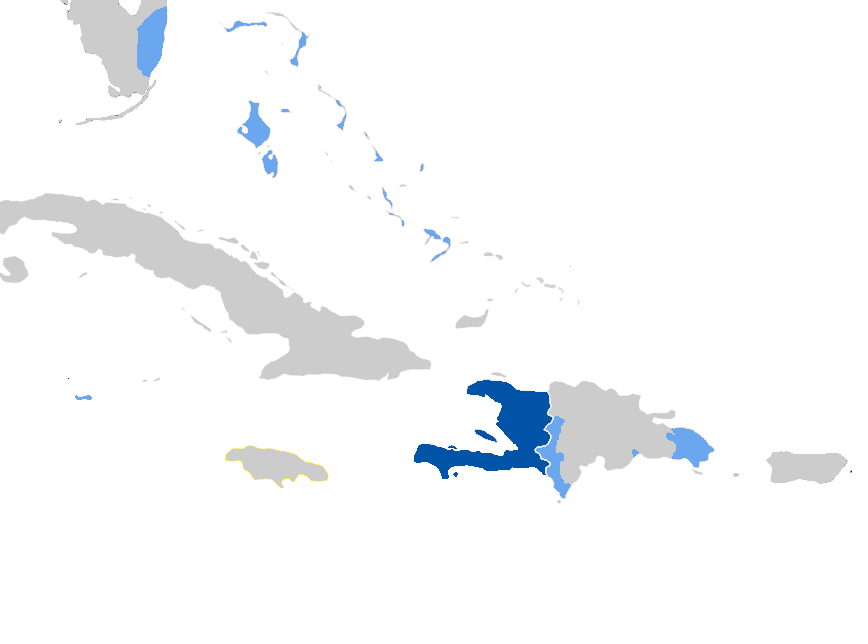
Aire de diffusion du créole haïtien.

## Statistiques
- En février 2009, l'édition en créole haïtien compte quelque 51 200 articles et 2 200 utilisateurs enregistrés.
- Le 27 septembre 2022, elle contient 68 111 articles et compte 28 778 contributeurs, dont 42 contributeurs actifs et 3 administrateurs.
- Le 13 août 2024, elle contient 69 711 articles et compte 33 761 contributeurs, dont 53 contributeurs actifs et 2 administrateurs.